# Calanthe baliensis
Calanthe baliensis är en orkidéart som beskrevs av Jeffrey James Wood och James Boughtwood Comber. Calanthe baliensis ingår i släktet Calanthe och familjen orkidéer.
Artens utbredningsområde är Små Sundaöarna. Inga underarter finns listade i Catalogue of Life.